# گربه‌های بوکسور
گربه‌های بوکسور (انگلیسی: The Boxing Cats) یک فیلم کوتاه صامت آمریکایی محصول ۱۸۹۴ به کارگردانی ویلیام کندی دیکسون و ویلیام هیس و با بازی هنری ولتون می‌باشد. این فیلم یک مسابقه بوکس بین دو گربه را به تصویر می‌کشد که هر کدام یک جفت دستکش بوکس به تن دارند.